# Scream 7
Pour les articles homonymes, voir Scream.
Série Scream
Scream VI
(2023)
Pour plus de détails, voir Fiche technique et Distribution.
Scream 7 est un film d'horreur américain réalisé par Kevin Williamson, dont la sortie est prévue en 2026. Il s'agit du septième film de la franchise Scream et de la suite de Scream VI.
À la suite du départ des réalisateurs Matt Bettinelli-Olpin et Tyler Gillett qui avaient réalisé les deux précédents films, Christopher Landon a été annoncé en tant que réalisateur en août 2023. La production a été mis en suspens durant la double-grève de la SAG-AFTRAA et de la WGA, puis le script a été intégralement réécrit à la suite du départ des actrices Melissa Barrera et Jenna Ortega, puis de Christopher Landon de la production. En mars 2024, Neve Campbell a confirmé son retour dans la franchise après son absence dans Scream VI, annonçant également Kevin Williamson, jusqu'ici co-créateur, scénariste et producteur des premiers films de la saga, à la réalisation. Le tournage a ensuite eu lieu de janvier à mars 2025.
Après Scream (2022) et Scream VI qui voyaient une nouvelle équipe créative reprendre la saga et introduisait les personnages de Sam et Tara Carpenter en nouvelles protagonistes et les héros originaux en secondaires, Scream 7 reviendra aux fondamentaux de la tétralogie originale réalisée par Wes Craven de 1996 à 2011,. Ainsi, le film réintroduit le chiffre arabe dans son intitulé comme Scream 2, Scream 3 et Scream 4 ; Kevin Williamson redevient directement impliqué dans la fabrication du film ; le personnage de Sidney Prescott interprété par Neve Campbell est de nouveau au centre de l'intrigue ; Marco Beltrami est de retour à la composition ; plusieurs antagonistes des quatre premiers films font leur retour également.
Le film est prévu dans les salles françaises le 25 février 2026.

## Fiche technique
Sauf indication contraire, les informations mentionnées dans cette section peuvent être confirmées par la base de données cinématographiques IMDb,  présente dans la section « Liens externes ».
- Titre original et français : Scream 7
- Titre québécois : Frissons 7
- Réalisation : Kevin Williamson
- Scénario : Guy Busick, d'après une histoire de James Vanderbilt et Guy Busick, d'après les personnages créés par Kevin Williamson
- Musique : Marco Beltrami
- Décors : John Collins
- Costumes : N/A
- Photographie : Tim Ives, Ramsey Nickell
- Montage : N/A
- Production : James Vanderbilt, Paul Neinstein et William Sherak
- Sociétés de production : Spyglass Media Group et Project X Entertainment
- Société de distribution : Paramount Pictures (États-Unis, France)
- Budget : N/A
- Pays de production :  États-Unis
- Langue originale : anglais
- Format : couleur
- Genre : horreur, slasher, thriller, policier
- Dates de sortie[3] : Dates sujettes à modification
  - France : 25 février 2026
  - États-Unis : 27 février 2026

## Distribution
- Neve Campbell : Sidney Prescott
- Courteney Cox : Gale Weathers
- Joel McHale : Mark Evans, le mari de Sidney Prescott
- Isabel May : La fille aînée de Sidney
- Mason Gooding : Chad Meeks-Martin
- Jasmin Savoy Brown : Mindy Meeks-Martin
- Celeste O'Connor
- Asa Germann
- Mckenna Grace
- Sam Rechner
- Anna Camp
- Mark Consuelos
- Ethan Embry
- Michelle Randolph
- Jimmy Tatro
- David Arquette : Dewey Riley
- Scott Foley : Roman Bridger
- Matthew Lillard : Stu Macher
- Roger L. Jackson : Ghostface (voix)

## Production

### Genèse et développement
Lors de l'avant-première de Scream VI, l'un des deux réalisateurs, Matt Bettinelli-Olpin, déclare : « Nous voulons regarder des films Scream , que nous soyons impliqués ou non, pour le reste de notre vie. » En décembre 2022, lui et son co-réalisateur Tyler Gillett avaient déjà exprimé leur intérêt pour faire revenir Sidney Prescott (incarnée par Neve Campbell) dans les futures suites, alors que l'actrice avait refusé Scream VI en raison d'un différend salarial avec les producteurs qu'elle avait jugé misogyne. En août 2023, Matt Bettinelli-Olpin et Tyler Gillett abandonnent finalement la réalisation de ce septième film pour se concentrer sur un autre projet, le film Abigail, qui sort courant 2024. Kevin Williamson (co-créateur de la saga et scénariste des premiers films), alors producteur délégué, propose ensuite au studio le nom de son ami réalisateur Christopher Landon, et celui-ci est par conséquent engagé réaliser Scream 7,. Peu après, la préproduction du film est mise en arrêt en raison de la grève SAG-AFTRA.
Le 21 novembre 2023, l'actrice Melissa Barrera — qui incarne Samantha Carpenter dans les deux précédents opus — est renvoyée du film en raison de commentaires comparant la guerre à Gaza depuis 2023 à l'holocauste sur les réseaux sociaux,. Quelques jours plus tard, un représentant de Spyglass Media Group appuie le licenciement de l'actrice à Variety en expliquant : « Nous avons une tolérance zéro pour l’antisémitisme ou l’incitation à la haine sous quelque forme que ce soit », ce à quoi l'actrice répondra sur Instragram « Chaque personne sur cette Terre mérite des droits humains égaux, la dignité et, bien sûr, la liberté ». Melissa Barrera expliquera néanmoins à Collider que même si l'idée initiale était à priori de construire une trilogie autour de son personnage, elle n'était dans tous les cas engagée contractuellement que pour deux films et qu'elle est satisfaite de la conclusion de son personnage. Elle obtient par ailleurs le soutien de sa collègue Hayden Panettierre (interprète du personnage de Kirby Reed dans Scream 4 et Scream VI) qui juge la décision du studio « vraiment injuste et contrariante », ainsi que celle de Jamie Kennedy (interprête du personnage de Randy Meeks dans les trois premiers films) qui estime le renvoi de l'actrice « ridicule car elle a le droit d'avoir ses convictions ».
Le lendemain de l'éviction de Melissa Barrera, il est ajouté que Jenna Ortega — qui incarne sa sœur Tara Carpenter — sera également absente du septième film, à priori, selon d'une source à une autre, soit en raison d'un emploi du temps incompatible avec le tournage de la série télévisée Mercredi ou bien d'un conflit salarial avec Spyglass Media Group,. L'actrice expliquera finalement en avril 2025 pour le site The Cut qu'elle avait quitté Scream 7 à la suite de l'accumulation des départs respectifs des réalisateurs Matt Bettinelli-Olpin et Tyler Gillett ainsi que de sa comparse Melissa Barrera, mais aussi par choix de consacrer sa carrière aux nouveaux réalisateurs et aux histoires originales plutôt que des suites de franchises. Christopher Landon expliquera néanmoins quelques jours plus tard à Variety qu'en réalité, Jenna Ortega ne faisait déjà plus partie du projet lorsqu'il a signé pour réaliser le film, soit plusieurs mois avant les tweets de Melissa Barrera.
À la suite de ces évènements, Scream 7 repart ensuite en profonde réécriture, avec l'intention de ramener d'autres acteurs de la franchise comme Neve Campbell et Patrick Dempsey, qui incarnait Mark Kincaid dans Scream 3 (2000) et dont le personnage avait été confirmé être le mari de Sidney Prescott par les réalisateurs Tyler Gilett et Matt Bettinelli-Olpin,. En décembre 2023, Christopher Landon révèle sur son compte X qu'il a officiellement quitté le projet à son tour, déclarant « C'était un travail de rêve qui s'est transformé en cauchemar ».
En mars 2024, l'actrice Neve Campbell annonce que Kevin Williamson va réaliser le film, à partir d'un scénario de Guy Busick (en), d'après une histoire imaginée par ce dernier et James Vanderbilt. Le précédent réalisateur, Christopher Landon, justifiera finalement son départ en avril 2025 au magazine Vanity Fair en expliquant qu'à la suite de l'éviction de Melissa Barrera, celui-ci a reçu différentes menaces de mort d'internautes le concernant lui et sa famille, contribuant à l'intervention du FBI et le poussant à quitter le projet, mais qu'il soutient toujours Scream 7 et Kevin Williamson en tant que réalisateur.

### Scénario
L'idée de poursuivre la saga autour de la vie personnelle de Sidney Prescott post-Scream 4 remonte aux ébauches de Kevin Williamson rédigées en 2009, dès le développement du quatrième film et de la potentielle seconde trilogie planifiée à l'époque. Dans les deux suites initialement prévues pour suivre Scream 4, Kevin Williamson prévoit alors de se concentrer sur le mariage de Sidney, sa vie en tant que professeure d'université rencontrant l'amour, son coma suite à une attaque de Ghostface, sa potentielle amnésie et d'offrir un arc davantage centré sur Gale Weathers également,. Toutefois, les réécritures imposées par Bob Weinstein sur Scream 4 remettent en cause l'arc imaginé pour Sidney Prescott dans la nouvelle trilogie prévue, puis, le départ de Kevin Williamson de la production et les résultats mitigés de Scream 4 remettent complètement en considération la concrétisation des deux suites. Au fil des années, le développement de la série télévisée Scream lancé en 2012, le décès du réalisateur Wes Craven en 2015 et l'acquisition partielle de The Weinstein Company par Lantern Entertainment en 2018 enterrent un temps le projet de suites centrées sur le personnage de Sidney,,.
Après les sorties respectives de Scream (2022) et Scream VI des années plus tard, le scénario du septième film de la saga est conçu comme le troisième épisode d'une trilogie centrée sur le « Gang des Quatre » composé des sœurs Carpenter et des jumeaux Minks-Martin, avec un potentiel retour de Sidney selon l'accord de Neve Campbell,. L'importance du personnage de Tara Carpenter demeure toutefois indéterminé, l'implication de l'actrice Jenna Ortega restant incertain. Suite à l'évincement de Melissa Barrera du projet, la production est contrainte de révoquer le scénario prévu et le script du film repart vierge,. Le scénariste Guy Busick ne garde alors aucun élément du récit initial et l'histoire est re-centrée autour du personnage de Sidney Prescott, l'équipe créative ayant toujours eu envie de faire un film autour de l'héroïne. 
L'idée étant de réintroduire Sidney d'une façon similaire à Laurie Strode dans Halloween (2018), Guy Busick contacte Kevin Williamson, alors producteur délégué, et celui-ci se montre enthousiaste face à cette idée. Selon Kevin Williamson, le fait de voir offrir au personnage de Sidney « un vrai conflit, une vraie vie, une vraie famille, de vrais obstacles – et puis quelqu'un se fait tuer. » correspond à l'équilibré entre humanité et horreur qu'il attendait. Il reste néanmoins catégorique sur sa volonté de conserver un dénouement heureux pour Sidney, après tous les traumatismes par lesquels est passé le personnage. Une rencontre est par la suite programmée entre Neve Campbell, l'agent de celle-ci, Kevin Williamson, James Vanderbilt, Guy Busick et le producteur William Sherak pour vendre le concept du film à l'actrice. Neve Campbell se montre réceptive, en attente de trouver un accord avec Spyglass Media Group pour résoudre le conflit salarial qu'elle a eu avec le studio lors de la production du précédent film. L'actrice, voulant plus d'implication créative dans le scénario, obtient alors le statut de productrice via Gary Barber et s'engage dans le projet. James Vanderbilt et Guy Busick commencent alors à développer le nouveau script.
Après la lecture d'une ébauche du script, l'actrice contacte à son tour Kevin Williamson en téléconférence sur Zoom en compagnie de membres de Spyglass Media Group pour le convaincre de mettre en scène ce scénario. Kevin Williamson se dit dans un premier temps réticent à l'idée de s'impliquer directement dans la fabrication d'un film Scream sans Wes Craven, raison pour laquelle il dit s'être éloigné de la saga après Scream 4. Il explique finalement être séduit par le concept d'une Sidney Prescott mère de famille, gérante professionnelle et qui équilibre tous ces éléments avec son vécu pour explorer quel type de personnage celle-ci est devenue et comment elle réagirait désormais face à une nouvelle irruption de Ghostface dans sa vie. Neve Campbell souhaite par la suite orienter le film davantage vers l'aspect suspense et effrayant plutôt que le sanglant, en revenant à l'esprit du film original. N'ayant pas visionné Scream VI, elle se réfère principalement à certaines scènes de Scream (2022) qu'elle juge ne pas correspondre à l'esprit de la saga, comme lorsque Samantha Carpenter assassine brutalement son petit-ami, ce qui l'influence dans l'histoire qu'elle veut voir dans Scream 7. 

Au cours de l'écriture, James Vanderbilt a l'idée de conserver les personnages de Chad et Mindy Minks-Martin en utilisant leur connexion avec le personnage de Gale Weathers suite aux évènements dépeints dans Scream VI. En mai 2025, lors d'une interview avec ComicBook.com pour la promotion de Destination Finale : Bloodlines, Guy Busick précise que l'action de Scream 7 se déroulera dans une nouvelle ville au minimum plus de 2 ans après les évènements du film précédent. Le scénariste explique qu'il adorerait voir un univers avec une prolongation de l'histoire du « Gang des Quatre » car cela avait été déprimant pour l'équipe créative d'abandonner le scénario initial qu'ils jugeaient enthousiasmant. Il explique néanmoins que cela l'a poussé à trouver une justification « vraiment cool » pour le retour de Sidney Prescott : 
« Dans tous ces films, on se demande : “Pourquoi maintenant ? Quel est le sujet que Scream commente actuellement ?” Scream est toujours en conversation avec le public sur l'état du cinéma, l'état des films d'horreur et, en particulier, des franchises. Il y a une raison bien précise pour laquelle Sidney est dans ce film, et nous étions ravis du résultat final. Nous sommes allés voir Neve Campbell et lui avons dit : "Voilà pourquoi. Voilà pourquoi Sidney est là.", et Neve a répondu : "Oh, je comprends". J'ai d'abord proposé ce projet à Kevin [Williamson]. Il l'a accepté, puis j'ai présenté le projet au studio. J'ai imaginé l'histoire avec mon co-scénariste sur [Scream] 5 et 6, James Vanderbilt. »
Quelques jours plus tard, Kevin Williamson revient à son tour pour Variety sur son envie de réaliser le film et d'explorer à nouveau le personnage de Sidney:
« Le studio m'a proposé ce projet parce qu'ils ont dit : « Ce sera l'histoire de Sidney Prescott. Il faut que ce soit Sidney. » C'est pour ça que je voulais le faire. Je pense qu'il y a un monde que nous n'avons pas encore exploré, nous ne sommes jamais rentrés chez nous avec elle, qui elle est aujourd'hui, et nous ne savons pas ce qu'est sa vie. Il y avait cette grosse histoire de différence de salaire, mais c'était aussi une question de rôle. On se disait : “Tu veux que j'arrive à la fin d'un film avec une arme et que j'aide tout le monde à tirer sur Ghostface ? Super. Je le fais. ” Elle était contente, mais elle voulait aussi un rôle. […] On l'a fait ensemble. Elle m'a accompagnée à chaque étape, et elle m'a tellement soutenue et aidée. Elle m'a beaucoup accompagnée. J'espère que ça se voit, mais on s'est bien amusées. »
Le réalisateur ajoute en juin 2025 dans une interview à IndieWire qu'il a tout fait pour que Scream 7 soit innovant et original. L'actrice Anna Camp déclare le mois suivant pour The Hollywood Reporter que Kevin Williamson est le chef d'orchestre derrière l'histoire du film et que la dynamique du réalisateur avec Neve Campbell a beaucoup contribué au script, cette dernière sachant analyser lorsque l'écriture ou les dialogues de Sidney Prescott ne correspondaient pas au personnage et devaient être révisés. Au cours de l'été 2025, les acteurs Joel McHale et Mason Gooding expliquent par ailleurs, respectivement à Collider et à US Weekly, que Kevin Williamson est directement impliqué dans l'écriture de leurs personnages,.

### Attribution des rôles
En mars 2024, Neve Campbell révèle sur son compte Instagram qu'elle va reprendre son rôle de Sidney Prescott, absente du précédent film. Peu après, Courteney Cox et Patrick Dempsey sont annoncés en négociations pour reprendre leurs rôles respectifs de Gale Weathers et Mark Kincaid, le second revenant notamment sur le plateau de Today sur le fait que son personnage est implicitement le mari de Sidney Prescott dans l'univers de Scream et qu'il est effectivement ouvert à revenir et en attente du script,,.
En novembre 2024, Isabel May est annoncée dans le rôle de la fille de Sidney. En décembre 2024, c'est au tour de Celeste O'Connor, Asa Germann, Mckenna Grace, Sam Rechner ou encore Anna Camp de rejoindre le film,,,,. Mason Gooding signe officiellement pour reprendre son rôle de Chad Meeks-Martin également. Le retour de Courteney Cox est officialisé le lendemain. L'actrice évoque par ailleurs la possibilité que son ex-mari et collègue, David Arquette, revienne dans le rôle de Dewey Riley sous une forme ou une autre.
En janvier 2025, Joel McHale est annoncé pour interpréter le mari de Sidney Prescott. Selon Deadline, son personnage s'appellera « Mark Evans », établissant que le personnage de « Mark » mentionné dans Scream (2022) et Scream VI n'est finalement pas Mark Kincaid de Scream 3 comme déclaré auparavant par les réalisateurs Tyler Gilett et Matt Bettinelli-Olpin, causant une réception négative d'un certain nombre de fans sur les réseaux sociaux,. Patrick Dempsey expliquera à Variety en mars 2025 qu'il n'a finalement pas pu s'impliquer dans le projet en raison des incendies de Los Angeles et de conflits de plannings. Ce changement d'acteur étant de dernière minute, Joel McHale a été engagé une semaine à peine avant son arrivée sur le tournage. Le même jour que l'annonce de Joel McHale, Variety révèle que Jasmin Savoy Brown reprendra son rôle de Mindy Meeks-Martin des deux précédents opus, l'actrice expliquant par ailleurs que Kevin Williamson adore son personnage,.
En janvier 2025, Mark Consuelos intègre officiellement le casting. Scott Foley (qui interprétait Roman Bridger dans Scream 3) et Matthew Lillard (qui interprétait Stu Macher dans le premier opus) annoncent également leurs retours respectifs,. Scott Foley précise le mois suivant que son apparence dans le film sera brève et fera sens dans le récit,. En février 2025, l'acteur Ethan Embry, qui avait déjà auditionné pour le premier film Scream 20 ans plus tôt, est à son tour ajouté au casting. En mars 2025, Deadline révèle le retour de David Arquette, reprenant son rôle iconique de Dewey Riley des cinq premiers films, ainsi que l'ajout des acteurs Michelle Randolph et Jimmy Tatro à la distribution,. Selon In Touch Weekly, le retour de David Arquette fût une demande de son ex-femme Courteney Cox qui a insisté auprès de la production pour que le personnage de Dewey Riley soit dans Scream 7.
David Arquette et Matthew Lillard confieront par ailleurs en avril 2025, à Moviefone et à ComingSoon respectivement, que l'officialisation de leurs retours devaient initialement être une surprise et non être communiquée aussi tôt par les médias, mais qu'il devenait trop complexe d'éviter les fuites sur Internet,. Du fait de ces personnages décédés revenant dans Scream 7, plusieurs actrices apparues dans les précédents volets de la saga comme Sarah Michelle Gellar, Parker Posey ou Allison Brie ont confiées être intéressées pour apparaitre dans le film mais n'ont pas été contactées,,.

### Tournage
Initialement prévu pour débuter en septembre 2024, puis décembre 2024, avant d'être décalé pour des conflits d'emploi du temps selon Neve Campbell, le tournage commence finalement le 7 janvier 2025, sous le faux-titre Scar Tissue,,. Les prises de vue prennent place dans l'État de Géorgie, principalement à Atlanta (Great Point Studios Atlanta), ainsi qu'à Marietta et Douglasville. Lors du premier jour de tournage, le réalisateur Kevin Williamson poste une photo du clap utilisé pour la toute première prise du film. La photo révèle par ailleurs Tim Ives en tant que directeur de la photographie, mais celui-ci est finalement remplacé par Ramsey Nickell au cours de la production.
L'acteur Joel McHale arrive sur le plateau quelques jours à peine après avoir été engagé, en remplacement de Patrick Dempsey. Il doit alors jouer plusieurs scènes dramatiques et s'appuie au mieux sur les instructions de Kevin Williamson pour incarner le mari de Sidney Prescott tel que celui-ci l'a écrit. L'actrice Michelle Randolph n'ayant quant à elle jamais vu aucun épisode de la saga avant d'obtenir son rôle, elle est arrivée sur le tournage en ayant visionné les six films quelques jours plus tôt, étant confuse par le nombre important de références aux précédents volets. Selon elle, les techniciens travaillant sur le film étaient eux-mêmes des fans de la franchise, comme l'assistant producteur ou l'ingénieur du son, et ont pu la mettre en confiance en l'orientant.
De la même manière, l'acteur Mason Gooding expliquera qu'avoir le créateur de la saga derrière la caméra avec toutes ses connaissances de l'univers de Scream était gratifiant pour son personnage, et son expérience sur le plateau. L'actrice Jasmin Savoy Brown expliquera par ailleurs que Kevin Williamson pleurait régulièrement de joie durant la période de tournage. Au cours du tournage, l'actrice Anna Camp tourne un nombre conséquent de ses scènes avec Neve Campbell, ce qui créer une complicité entre les deux femmes sur le plateau. Lors du second mois de tournage, Mason Gooding loue à Variety les effets pratiques qui sont utilisés sur le plateau, évoquant une prothèse susceptible d'interpeller le public lors d'une scène gore qui sera dans le film. 
Le tournage se conclut au bout de deux mois, le 12 mars 2025. En juin 2025, Kevin Williamson confirme à Collider qu'il travaille sur le montage du film. 

### Bande originale
En avril 2025, Marco Beltrami, le compositeur des quatre premiers films, confirme son implication sur la bande originale de Scream 7 en réponse à un fan sur Instagram, établissant son premier retour sur la saga depuis 15 ans. En mai 2025, alors que le film est en post-production, il confirme à nouveau via une réponse sur Instagram avoir commencé la composition de la bande originale et, le mois suivant, qu'il terminera en août.
Il s'agit de la première collaboration du compositeur sur la franchise Scream sans Wes Craven, décédé en 2015, les réalisateurs Tyler Gilett et Matt Bettinelli-Olpin ayant fait appel à leur compositeur habituel Brian Tyler pour succéder à Marco Beltrami sur Scream (2022) et Scream VI (avec le compositeur Sven Faulconer pour le second). Marco Beltrami avait toutefois participé aux voix off entendues dans Scream (2022) lors de l'hommage vocal implicite à Wes Craven, étant un collaborateur récurrent du défunt réalisateur (en plus d'avoir vu sa carrière propulsée suite à Scream).

## Sortie et accueil
La sortie de Scream 7 est fixée au 27 février 2026 aux États-Unis et le 25 février 2026 en France.